# LINC01590
O ARN 1590 de codificação não proteica intergénica longa é uma proteína que em humanos é codificada pelo gene LINC01590.